# Bok van Blerk
Bok Van Blerk föddes som Louis Pepler 30 mars 1978 i Boschkop i Sydafrika. Bok van Blerk är en sydafrikansk artist, som spelar popmusik med trallvänliga toner på afrikaans. 
Han växte upp i en förort till Pretoria, gick i skolan Menlopark skool och fortsatte på gymnasiet Hogeschool Die Wilgers. Där studerade han en form av ingenjörsämne. Därefter åkte han utomlands för att arbeta. 
Mest känd är han för sin hit från 2006, De La Rey, som handlar om Koos de la Rey, lejonet av West Transvaal, under andra boerkriget. Albumet hette först Praat nog steeds my taal och gjordes av Bok van Blerk and the Mossies, men döptes om till De La Rey, varvid "and the Mossies" togs bort precis som medsångerskan Tanya van Graan. 2009 kom hans andra album Afrikanerhart ut. 
van Blerk har även medverkat i ett antal afrikaansspråkiga filmer.